# Backsteinbauwerke der Gotik/Verteilung Nordost
Diese Karte zeigt alle Orte der nördlichen Backsteingotik, um die nördliche Ostsee.
Die Größe der Ortsmarken richtet sich nach der Anzahl der Gebäude am Ort. Sie ist insgesamt so gewählt, dass die Punkte in Verdichtungsräumen nicht zu sehr verschmelzen. Da bei Kartenprojektion in Bildschirmgröße vereinzelte Orte mit nur einem Bauwerk verschwinden, gibt es außerdem eine etwas beschriftete Version in größerer Projektion zum Scrollen.
Schwarze Kringel markieren Orte ohne gotischen Backstein.